# Mia Goth
Mia Gypsy Mello da Silva Goth (London, 1993. október 25. –) brit színésznő, modell. 
Tinédzserként kezdte modellkarrierjét, majd Lars von Trier A nimfomániás (2013) című filmjével debütált a mozivásznon. Később A túlélő (2015) és Az egészség ellenszere  (2016) thrillerekben folytatta pályafutását. 2018-ban mellékszerepeket játszott a Csillagok határán és a Sóhajok című filmekben.

## Fiatalkora
A londoni Guy's kórházban született. Anyja brazil, apja kanadai, eredetileg Új-Skóciából származik. Anyai nagyapja Lee Jaffe zsidó-amerikai művész, anyai nagyanyja pedig Maria Gladys brazil színésznő.
Néhány hetes volt, amikor Brazíliába költöztek. Édesanyja, aki akkoriban csak 20 éves volt, a családja segítségre szorult a kislány felnevelésében. Ötéves korában visszatértek az Egyesült Királyságba, majd rövid időre átköltöztek apja származási helyére, Kanadába, amikor Goth tízéves volt. Ott egy tanévben összesen kilenc iskolába járt. Később kijelentette, hogy nehéz volt ez az apjával töltött időszak. Tizenkét éves korában anyjával London délkeleti részén telepedett le, ahol Goth középiskolába ment.

## Magánélete
2012-ben A nimfomániás forgatása közben ismerte meg filmbéli partnerét és későbbi párját, Shia LaBeouf amerikai színészt. 2016. október 10-én Goth és LaBeouf egy Las Vegas-i ünnepségen házasodtak össze, amelyet egy Elvis-imitátor vezényelt le. Két nappal később egy helyi tisztviselő azt állította, hogy a pár valójában nem házasodott össze, csak egy elkötelezettségi ceremóniát tartottak. Később, még abban a hónapban LaBeouf a The Ellen DeGeneres Show-ban azt állította, ténylegesen összeházasodtak.
2018 szeptemberében bejelentették, hogy a pár különköltözött és beadták a válási kérelmet. 2022 februárjában mégis felröppent a hír, hogy Goth közös gyermeküket várja. Kislányuk, Isabel 2022 márciusában jött világra.

## Filmográfia

### Film
| Év   | Magyar cím                          | Eredeti cím         | Szerep               | Magyar hang     | Rendező            |
| ---- | ----------------------------------- | ------------------- | -------------------- | --------------- | ------------------ |
| 2013 | A nimfomániás                       | Nymphomaniac        | P                    | eredeti nyelven | Lars von Trier     |
| 2015 | A túlélő                            | The Survivalist     | Milja                |                 | Stephen Fingleton  |
| 2015 | Everest                             | Everest             | Meg Weathers         | Hermann Lilla   | Baltasar Kormákur  |
| 2017 | Az egészség ellenszere              | A Cure for Wellness | Hannah von Reichmerl | Pekár Adrienn   | Gore Verbinski     |
| 2017 | Menedék                             | Marrowbone          | Jane Marrowbone      | Laudon Andrea   | Sergio G. Sánchez  |
| 2018 | Sóhajok                             | Suspiria            | Sara Simms           | Podlovics Laura | Luca Guadagnino    |
| 2018 | Csillagok határán                   | High Life           | Boyse                | Tamási Nikolett | Claire Denis       |
| 2020 | Emma                                | Emma                | Harriet Smith        | Rudolf Szonja   | Autumn de Wilde    |
| 2021 |                                     | Mayday              | Marsha               |                 | Karen Cinorre      |
| 2022 | Egy ház, három család (1. szegmens) | The House           | Mabel (hangja)       | Rudolf Szonja   | Emma de Swaef      |
| 2022 | X                                   | X                   | Maxine Minx          | Pekár Adrienn   | Ti West (1.)       |
| 2022 | X                                   | X                   | Pearl                | Bókai Mária     | Ti West (1.)       |
| 2022 | Pearl                               | Pearl               | Pearl                | Pekár Adrienn   | Ti West (2.)       |
| 2023 | Végtelen víztükör                   | Infinity Pool       | Gabi                 |                 | Brandon Cronenberg |
| 2024 | MaXXXine                            | MaXXXine            | Maxine Minx          | Pekár Adrienn   | Ti West (3.)       |

Rövidfilmek
- Magpie (2014) – lány
- The Staggering Girl (2019) – Sofia Moretti fiatalon

### Televízió
| Év   | Cím        | Szerep            | Megjegyzések |
| ---- | ---------- | ----------------- | ------------ |
| 2013 | The Tunnel | Sophie Campbel    | 3 epizód     |
| 2015 | Wallander  | Hannah Hjelmqvist | 1 epizód     |

## Díjak és jelölések
| Év   | Díj                            | Kategória            | Jelölt mű | Eredmény |
| ---- | ------------------------------ | -------------------- | --------- | -------- |
| 2015 | British Independent Film Award | legígéretesebb újonc | A túlélő  | Jelölve  |
| 2019 | Independent Spirit Awards      | Robert Altman díj    | Sóhajok   | Elnyerte |

## Fordítás
- Ez a szócikk részben vagy egészben  a   Mia Goth című angol Wikipédia-szócikk ezen változatának fordításán alapul.  Az eredeti cikk szerkesztőit annak laptörténete sorolja fel. Ez a jelzés csupán a megfogalmazás eredetét és a szerzői jogokat jelzi, nem szolgál a cikkben szereplő információk forrásmegjelöléseként.